# 庄蔚华
庄蔚华（1934年—），女，上海人，中国半导体专家，曾任中国科学院半导体研究所研究员、博士生导师。